# 아시아 리버럴 아츠 대학 연합
아시아 리버럴 아츠 대학 연합(영어: Alliance of Asian Liberal Arts Universities, 일본어: アジアリベラルアーツ大学連合, 중국어 정체자: 亞洲博雅大學聯盟, 중국어 간체자: 亚洲博雅大学联盟)은 아시아에 있는 리버럴 아츠 칼리지들의 연합체다. 2017년 11월에 결성됐으며, 회원 대학들 사이에서 자유과 교육의 전통과 발전을 강조하고 활성화하는 데 목표를 두고 있다. 연합회 사무국은 홍콩의 링난 대학에 있다.

## 회원 대학
6개 나라와 지역의 대학 20곳이 참여하고 있다. 별표(*)는 창립 회원을 뜻한다.

### 대한민국
- 경희대학교*
- 동국대학교
- 서울대학교*
- 서울시립대학교
- 연세대학교*
- 영남대학교
- 이화여자대학교

### 인도
- 심바이오시스 국제 대학교

### 일본
- 국제 기독교 대학*
- 규슈 대학
- 도쿄 대학*
- 릿쿄 대학
- 와세다 대학*
- 조치 대학*

### 중화민국
- 국립 정치 대학*
- 퉁하이 대학*
- 푸런 대학*

### 중화인민공화국
- 노팅엄 대학교 닝보*
- 뉴욕 대학교 상하이 (참관 회원)
- 둥베이 사범대학*
- 듀크 쿤산 대학*
- 베이징 대학 위안페이 학원*
- 화둥 사범대학

### 태국
- 마히돌 대학교

### 홍콩
- 링난 대학*

## 같이 보기
- 리버럴 아츠 칼리지